# Trigonocorypha
Trigonocorypha is een geslacht van rechtvleugeligen uit de familie sabelsprinkhanen (Tettigoniidae). De wetenschappelijke naam van dit geslacht is voor het eerst geldig gepubliceerd in 1873 door Stål.

## Soorten
Het geslacht Trigonocorypha omvat de volgende soorten:
- Trigonocorypha abnormis Brunner von Wattenwyl, 1878
- Trigonocorypha angustata Uvarov, 1922
- Trigonocorypha brevinota Ingrisch, 1996
- Trigonocorypha buettikeri Popov, 1981
- Trigonocorypha maxima Carl, 1914
- Trigonocorypha sirvani Koçak, Kemal & Seven, 2010
- Trigonocorypha tihamae Uvarov, 1952
- Trigonocorypha unicolor Stoll, 1787